# Alice Beckington
Alice Beckington (30 de julho de 1868 - 4 de janeiro de 1942) foi uma pintora americana.[carece de fontes?]
Nascida em St. Charles, Missouri, Beckington estudou na Liga de estudantes de Arte de Nova York, onde foi aluna de James Carroll Beckwith e Kenyon Cox. Viajou à Paris para estudar na Academia Julian, onde seus instrutores foram Jules Joseph Lefebvre, Benjamin Constant e Charles Lasar. Quando retornou aos Estados Unidos, Beckington começou a expor seus trabalhos, tendo feito exibições na Exposição Panamericana e na Exposição Universal de 1904.
Foi uma das fundadoras da Sociedade Americana de Pintores em Miniatura, tendo sido presidente da organização por vários anos. Entre 1905 a 1916 ensinou pintura em miniatura na Liga de Estudantes de Artes. Beckington também foi membro da Federação Americana de Artes e da Sociedade de Pintores em Miniatura da Pensilvânia. Além disso, foi uma das artistas, junto com Theodora W. Thayer, que fundaram a colônia artística de Scituate, Massachusetts.